# Surinam en los Juegos Olímpicos de México 1968
Surinam estuvo representado en los Juegos Olímpicos de México 1968 por un deportista masculino que compitió en atletismo.
El equipo olímpico surinamés no obtuvo ninguna medalla en estos Juegos.